# Catherine Woodring
Catherine P. "Kay" Woodring – amerykańska strzelczyni, pierwsza kobieta będąca medalistką mistrzostw świata w strzelectwie. 
Największym sukcesem Catherine Woodring był złoty medal mistrzostw świata z Helsinek (1937). Zajęła pierwsze miejsce w drużynowych zawodach w strzelaniu z karabinu dowolnego leżąc z 50 metrów. Uzyskała drugi wynik w pięcioosobowym zespole (393 punkty) – lepszy był tylko David Carlson, który z rezultatem 396 punktów zdobył srebrny medal indywidualnie. W drużynie amerykańskiej startował także jej mąż William Woodring, trzykrotny mistrz Stanów Zjednoczonych, dla którego również był to jedyny medal mistrzostw świata (oboje byli cywilami). 
W tamtym czasie były to zawody wyłącznie dla mężczyzn, więc Woodring stała się pierwszą kobietą, która zdobyła medal na mistrzostwach świata w strzelectwie. Przed II wojną światową nie rozgrywano konkurencji dla kobiet. Dopiero 21 lat później kobiety mogły startować w swoim gronie, a miało to miejsce w 1958 roku w Moskwie (choć w międzyczasie medal strzeleckich mistrzostw świata zdobyła jeszcze rodaczka Woodring – Carola Mandel). Za osiągnięcia w strzelectwie została wyróżniona odznaką wybitnego strzelca międzynarodowego (U.S. Distinguished International Shooter Badge).
Nigdy nie brała udziału w igrzyskach olimpijskich (kobiety po raz pierwszy wystąpiły w 1968 roku na igrzyskach w Meksyku).

## Medale mistrzostw świata
Opracowano na podstawie materiałów źródłowych:
| Mistrzostwa   | Konkurencja                                  | Wynik                             | Miejsce |
| ------------- | -------------------------------------------- | --------------------------------- | ------- |
| Helsinki 1937 | Karabin małokalibrowy leżąc, 50 m, drużynowo | 1957 pkt. (druż.) 393 pkt. (ind.) |         |